# Гросгойбах
Гросгойбах (нім. Großheubach) — громада в Німеччині, розташована в землі Баварія. Підпорядковується адміністративному округу Нижня Франконія. Входить до складу району Мільтенберг.
Площа — 19,00 км2. Населення становить 5046 ос. (станом на 31 грудня 2020).